# Doddanancherlu, Gudibanda
Doddanancherlu là một làng thuộc tehsil Gudibanda, huyện Kolar, bang Karnataka, Ấn Độ.